# Tranchée de Calonne

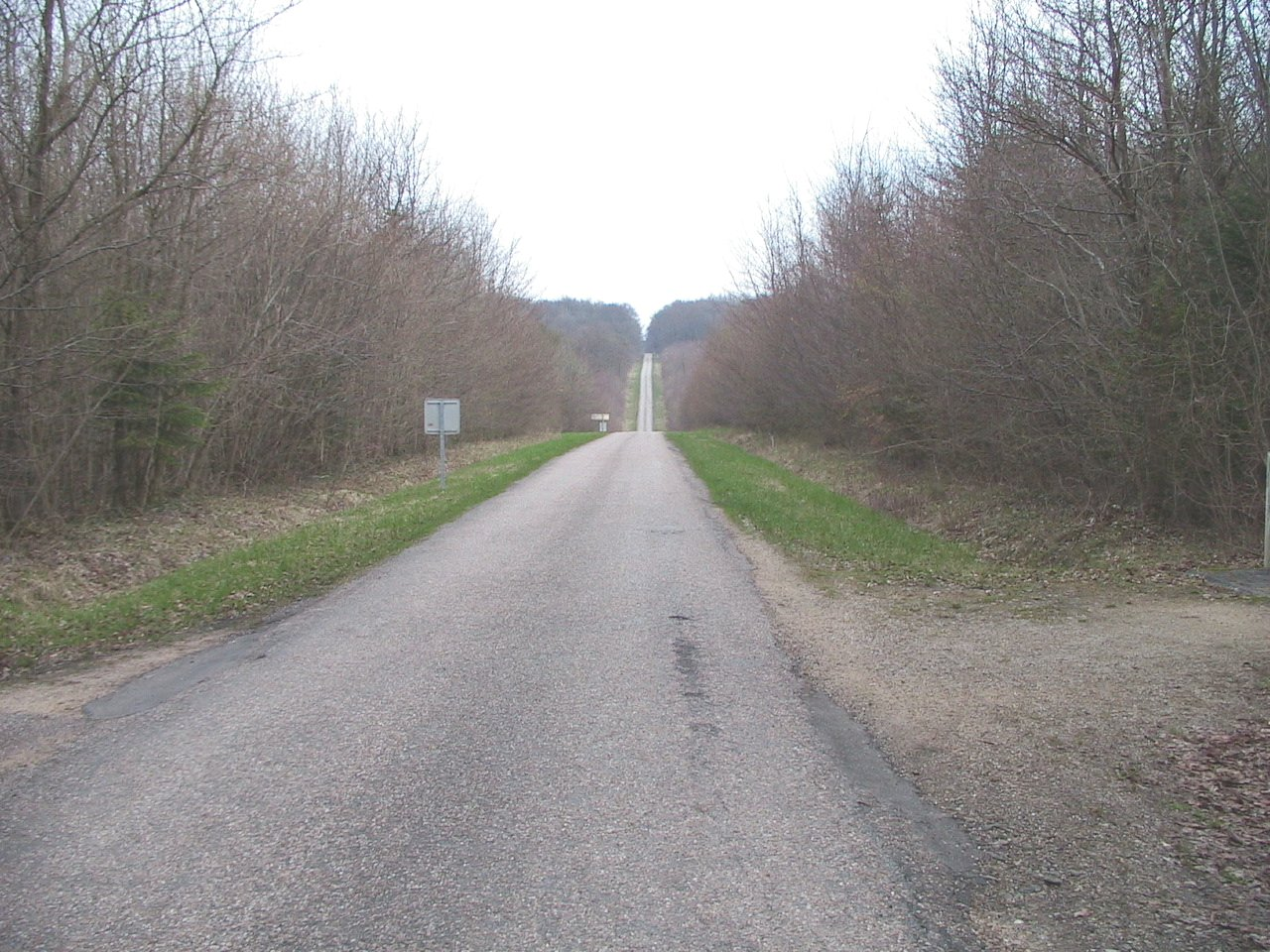
Die Tranchée de Calonne in Höhe der ersten Begräbnisstätte von Alain-Fournier

Die Tranchée de Calonne ist eine Landstraße (Route départementale 331 – vor 1938: Ic Stratégique 3) im Département Meuse in Lothringen (Nordost-Frankreich). Die etwa 25 Kilometer lange Straße verbindet die Ortschaft Hattonchâtel, seit 1973 ein Ortsteil von Vigneulles-lès-Hattonchâtel, in nordwestlicher Richtung mit Verdun, wo sie zwischen dem Flugplatz Verdun-Le Rozelier und der Raststätte Verdun-Saint Nicolas an der A 4 in die Route départementale 903 einmündet. Sie berührt keine weiteren Ortschaften, sondern verläuft auf ganzer Länge durch das Waldgebiet der Côtes de Meuse. Benannt ist die Straße nach ihrem Erbauer Charles Alexandre de Calonne. Da die Straße ohne Rücksicht auf das Geländeprofil mit seinen zahlreichen Quertälern fast durchgängig in gerader Linie verläuft, ist sie durch den ständigen Wechsel von Steigungen und Gefällstrecken gekennzeichnet.

## Geschichte
1786 ließ Charles Alexandre de Calonne, der damalige Finanzminister Ludwigs XVI., die Straße gegen den Widerstand der umliegenden Dörfer anlegen. Calonne hatte im August 1770, damals noch Intendant in Metz, von der Witwe des Marquis Michel de Dreux-Brézé die in der Nähe gelegene Herrschaft Hannonville-sous-les-Côtes erworben. Der Bau der Straße war zum einen eine der zahlreichen Maßnahmen Calonnes zur Wirtschaftsförderung; sie sollte den Abtransport des in den weiten Waldgebieten eingeschlagenen Holzes nach Verdun erleichtern, wo es zum Weitertransport mit Schiffen auf der Meuse (Maas) verladen wurde. Zum anderen verfolgte Calonne damit persönliche Interessen; die Straße diente der Jagd und vereinfachte die Anreise zu seinem Schloss in Hannonville bzw. einem geplanten Schlossneubau, zu dem es nach Calonnes Entlassung 1787 und seinem nachfolgenden Exil in England nicht mehr kam.

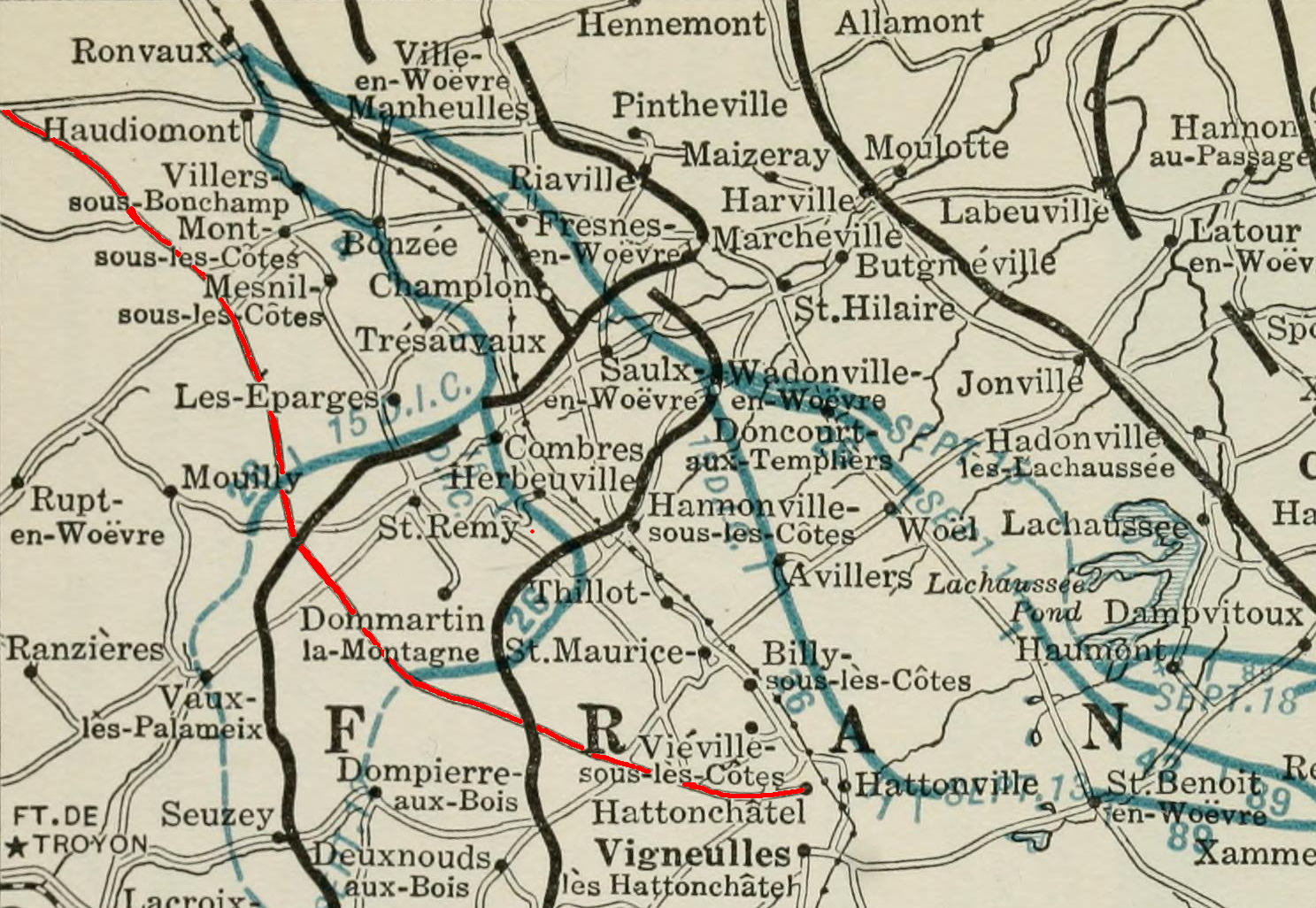
Die Tranchée de Calonne (rot markiert) in der Schlacht von St. Mihiel, September 1918 (schwarz: deutsche Stellungen, grün: amerikanischer Vormarsch)

Im Ersten Weltkrieg erlangte die Tranchée de Calonne in den Schlachten um Verdun militärische Bedeutung. Bei den deutschen Versuchen, die Festung Verdun einzuschließen, war sie strategisch wichtig und hart umkämpft. Im September 1914 drangen die deutschen Truppen südlich von Verdun bis St. Mihiel vor und schufen so eine Ausbuchtung der Front, den St.-Mihiel-Bogen. Die Frontlinie verlief seitdem quer über die Tranchée de Calonne; der südliche Teil der Straße war in deutscher, der nördliche in französischer Hand. Die erbitterten Versuche der französischen Armee, insbesondere im Frühjahr 1915, das Gebiet des St.-Mihiel-Bogens zurückzuerobern, blieben ohne Erfolg. Im Zuge dieser Kämpfe stießen die deutschen Truppen Ende April 1915 entlang der Tranchée de Calonne weiter nach Norden vor und etablierten eine neue Frontlinie in Höhe des Dorfes St. Remy (heute Saint-Remy-la-Calonne), die im Wesentlichen bis 1918 unverändert blieb. Erst im September 1918 gelang es US-Truppen in der Schlacht von St. Mihiel, die deutsche Armee zurückzuwerfen. Die Tranchée de Calonne war während des Krieges sowohl unmittelbare Kampfzone als auch ein für beide Seiten wichtiger Nachschubweg, insbesondere auch in den Kämpfen um die östlich davon gelegene Combres-Höhe (Les Éparges).
Heute wird die landschaftlich reizvolle Strecke viel von Radfahrern und Wanderern genutzt.

## Trivia
Am 22. September 1914 fiel der französische Schriftsteller Alain-Fournier unweit der Straße und wurde dort bestattet. Auch der Schriftsteller Jean Giono kämpfte an der Tranchée de Calonne.
Die Bezeichnung der Straße als tranchée (Einschnitt, Graben) geht nicht auf ihre Rolle im Krieg zurück, sondern ist älter. Es handelt sich um eine regional übliche Bezeichnung für Forststraßen und -wege.
2007 veröffentlichte der französische Autor Michel Bernard unter dem Titel La Tranchée de Calonne eine Sammlung historischer Essays, die mit dem Prix Erckmann-Chatrian 2007 ausgezeichnet wurde.